# Becle
Becle — мексиканская компания, производитель текилы под брендом Jose Cuervo, а также других спиртных напитков.

## История
История компании началась в 1758 году, когда Хосе Антонио де Куэрво-и-Вальдес (José Antonio de Cuervo y Valdés) получил от короля Испании Фердинанда VI земельный надел близ города Текила (Халиско) для выращивания агавы и производства текилы. В 1795 году Хосе Мария Гадалуп де Куэрво (José María Guadalupe de Cuervo) получил первую лицензию на производство и продажу текилы. В 1812 году был построен винокуренный завод La Rojeña, старейший из ныне действующих в Латинской Америке. В 1852 году начался экспорт текилы в Калифорнию. В 1880 году компания первой начала бутилировать текилу. В 1903 году была зарегистрирована торговая марка Jose Cuervo. Популярность текилы в США начала расти в период «сухого закона», поскольку производилась вблизи с границей США. Также в этот период появился коктейль «Маргарита».
В 1970 году компания, которая в то время называлась Casa Tequila Cuervo, частично перешла под контроль Distribuidora Bega, крупнейшей компании Мексики по бутилировантю и продаже спиртных напитков; её крупнейшим акционером был мексиканский филиал Kentucky Fried Chicken. К 1971 году экспорт продукции достиг 4,24 млн литров, главным направлением экспорта были США, а также ещё 50 стран; текила вывозилась в 200-литровых стальных цистернах и бутилировалась в США (3 завода), Австралии, Сальвадоре, Бельгии и Швейцарии. В 1979 году была создана Grupo Cuervo, объединившая Casa Tequila Cuervo и Distribuidora Bega.
В 2007 году в Нью-Джерси была зарегистрирована дистрибьюторская компания Proximo Spirits. Также в 2007 году была куплена британская торговая марка водки Three Olives, а в 2010 году — бренды Hangar 1 (водка, Калифорния) и Stranahan’s (виски, Колорадо). В 2011 году ассортимент пополнился виски Tincup и джином Boodles Gin. В 2015 году был куплен винокуренный завод Old Bushmills Distillery, старейший в мире по производству виски. В 2017 году компания разместила свои акции на Мексиканской фондовой бирже; IPO принесло около 900 млн долларов.

## Деятельность

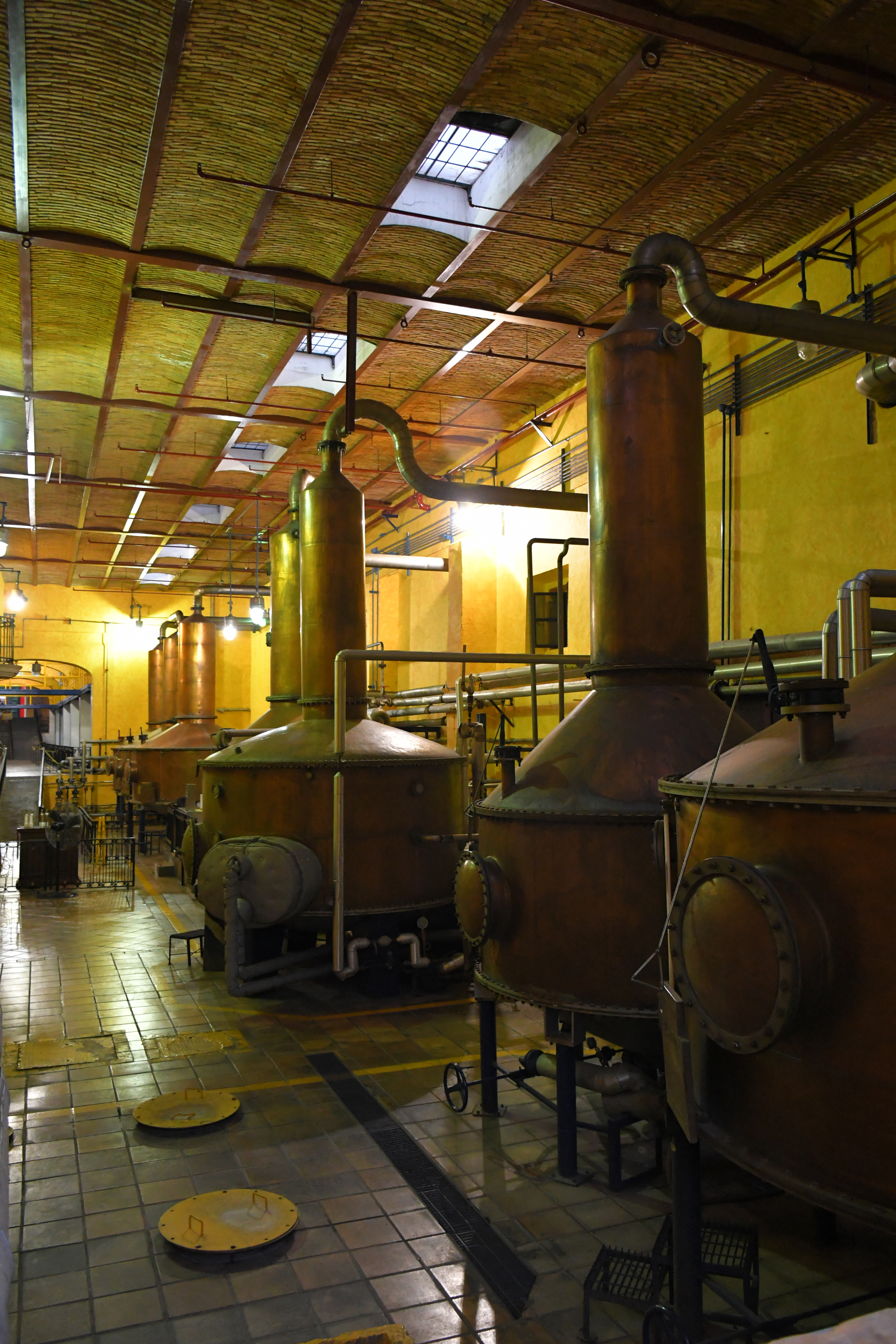
Перегонные аппараты José Cuervo

Компания производит и продаёт спиртные напитки под брендами Jose Cuervo, Three Olives, Hangar 1, Stranahan’s, Bushmills, Pendleton, Proper No. Twelve, Boodles, 1800, Maestro Dobel, Centenario, Kraken и Jose Cuervo Margarita. Производственные мощности имеются в Мексике, США и Ирландии.
В 2023 году производство напитков составило 27,1 млн 9-литровых ящиков, выручка составила 44,4 млрд мексиканских песо ($2,66 млрд), её распределение по регионам: США и Канада — 56 %, Мексика — 27 %, другие регионы — 17 %.

## Собственники и руководство
Семье Бекманн (потомкам основателя) принадлежит 86,68 % акций компании.
Хуан Доминго Бекманн Легоретта (Juan Domingo Beckmann Legorreta, род. в июле 1967 года) — председатель совета директоров и генеральный директор.